# 阿爾尼 (伯恩州)
阿爾尼是瑞士的城鎮，位於該國中部，由伯恩州負責管轄，面積10.44平方公里，海拔高度849米，2011年人口934，八成人口信奉基督教，人口密度每平方公里89人。